# Список второстепенных персонажей «Футурамы»
В статье перечислены наиболее часто появляющиеся персонажи мультсериала «Футурама».

## Люди

### Семья Фраев

#### Инос Фрай
Инос Фрай (англ. Enos Fry) — дедушка Филиппа Дж. Фрая, погибший по его вине в эпизоде Roswell That Ends Well, в результате чего Фрай стал своим собственным дедушкой.

#### Милдред Фрай
Милдред Фрай (англ. Mildred Fry) — бабушка Филиппа Дж. Фрая, соблазнившая его в эпизоде Roswell That Ends Well.

#### Йенси Фрай-старший и Миссис Фрай
Йенси (англ. Yancy Fry Sr.) и Миссис Фрай — родители Филиппа Дж. Фрая. Мать Фрая помешана на спорте (бейсболе). Отец Фрая (который также является и его сыном) — был военным, готовился к ядерной войне, ненавидел коммунистов.

#### Йенси Фрай-младший
Йенси Фрай (англ. Yancy Fry Jr.) — старший брат и внук Филиппа Дж. Фрая (так как Фрай является своим собственным дедушкой). В детстве завидовал младшему брату. После исчезновения Фрая Йенси назвал в его честь своего сына.

#### Филипп Дж. Фрай II
Филипп Дж. Фрай II (англ. Philip J. Fry II) — астронавт, филантроп, предприниматель, известный музыкант и, в целом, великий человек. Филипп Дж. Фрай ему приходился дядей. Так назвал своего сына в честь Филиппа Дж. Фрая его родной брат Йенси после того, как Фрай попал в криокамеру и «исчез» для всех. Расследование началось после того, как Фрай случайно обнаружил памятник, как он подумал, самому себе в канализации под Новым Нью-Йорком и решил, что это старший брат присвоил себе его имя после исчезновения. В эпизоде The Luck of the Fryrish сообщается, что Филипп Дж. Фрай II был первым человеком на Марсе, помимо этого, он был популярным рок-исполнителем и записал 10-песенный альбом вместе со своей рок-группой «Семь лепестков». Имел непродолжительный роман с исландской фотомоделью Ньйорд. Основатель компании «Семь лепестков». Вероятно, его образ является сосредоточием юношеских стереотипов успешности. Также в полнометражном фильме «Большой куш Бендера» он посылает Бендера, искавшего Филиппа Дж. Фрая I в течение 12 лет, на Северный полюс, называя его «Дядя Фил».

### Кьюберт Фарнсворт

Кьюберт Фарнсворт

Кьюберт Фарнсворт (англ. Cubert Farnsworth) — молодой клон профессора Фарнсворта. Подросток. Был клонирован из бородавки на спине профессора Хьюберта Фарнсворта в 2989 году, но выпущен из капсулы уже после 3000 года (после размораживания Фрая) в серии A Clone of My Own. Несмотря на то, что Кьюберт является клоном профессора, его нос видоизменился (профессор передержал его в одном из сосудов, и нос упёрся в стенку), из-за чего во время разговора он часто хрюкает. По словам Фрая, Кьюберт слишком уродлив, чтобы быть бородавкой:

— Почему я должен быть горбом?
— Потому, что ты слишком уродлив для бородавки.

Сам Кьюберт поначалу не хочет идти по стопам «отца», быть изобретателем. И хотя он мечтает о карьере «полезного человека» (учителя, охранника тюрьмы или писателя для научно-фантастических мультфильмов) и скептически относится к изобретениям профессора называя их кучей мусора, но один удар головой о закрывающиеся ворота «Звезды при смерти» вернул его на путь научного созидания. По характеру он очень напоминает Барта Симпсона.
Филип Дж. Фрай является его двоюродным пра-пра-пра…прадедом, а Зойдберг — крёстным отцом.
Его озвучивает Кэт Сьюси.

### Семья Конрадов
Двайт Конрад — сын Гермеса и ЛаБарбары Конрадов, подросток. Лучший его друг — Кьюберт Фарнсворт, его ровесник. Они составляют достаточно умный и предприимчивый тандем, так, в эпизоде The Route of All Evil законным путём отнимают у Фарнсворта его фирму и становятся миллионерами.
ЛаБарбара Конрад — жена Гермеса Конрада. Высокая и стройная, она всё же любит своего толстого и ворчливого мужа, хотя часто грозится уйти к бывшему мужу, Барбадосу Слиму, также ямайцу с прекрасным телосложением, чемпиону мира по лимбо и сексу (а когда в мультфильме «Большой куш Бендера» Гермесу отрезало голову — ушла, и даже дала сыну фамилию Слим, но потом вернулась, мотивируя это тем, что полюбила Гермеса не за сексуальное тело, а за его ум). В эпизоде The Bots and the Bees, который начинается пародией на Бэтмэна, когда профессор призывает собраться всю команду из разных уголков города путём проецирования на небо логотипа Planet Express, она провожает на работу своего мужа Гермеса, который выпрыгивает в окно. Сразу же после его ухода на заднем плане выходит из-за угла обнаженный Барбадос Слим, что намекает о периодических изменах ЛаБарбары своему мужу. Также из одной из серий можно узнать, что она посещала уединенный курорт на планете обезьян вместе с Барбадосом.
Барбадос Слим — карибский культурист, выступал на Олимпийских играх 20 лет подряд, получил олимпийские медали по лимбо и сексу. Бывший муж ЛаБарбары, к которому она временно вернулась в полнометражке «Футурама: Большой куш Бендера».

### Семья Вонг
Лео и Инез Вонг — родители Эми, очень богатые и известные люди. Они владеют западным полушарием Марса, которую их предки купили, по словам марсианских аборигенов, за одну «бусину» (на самом деле — за драгоценный камень огромных размеров и стоимости). Проживают на Марсе на большом ранчо, владеют большим количеством гигантских жуков (буггало), выращиваемых ради субстанции, напоминающей молоко. Страстно хотят иметь внуков (и часто сватают Эми), но Эми это мало волнует, а часто - бесит. Родители Эми жертвуют много денег Марсианскому университету, чтобы Эми оттуда не выгнали. Основатели и владельцы крупнейшего города-казино "Марс-Вегас". Любимый вид спорта - мини-гольф. Их озвучивают Билли Вест и Лаурен Том.

### Семейство Мамочки

#### Мамочка
Мамочка (англ. Mom) — владелец 99,7 % акций (остальные 0,3 % акций принадлежат её сыновьям) Momcorp, крупнейшего промышленного концерна по производству роботов. Мировой монополист в области роботостроения и их обслуживания. В частности, Бендер был произведен именно на её заводе Fabrica robotica de la Madre в предместьи Тихуаны. Одна из богатейших людей на Земле. Также владеет крупнейшей корпорацией интернет-торговли «Мамазон». Поддерживает образ доброй пухленькой бабушки, используя специальный костюм, но на самом деле худощава, а также хитра и беспощадна, хотя иногда может стать доброй и отзывчивой (из давней любви к Фарнсворту). Также в добрых отношениях с доктором Зойдбергом, который когда-то участвовал в незаконных военных биологических экспериментах её корпорации. В бюстгалтере хранит пульт управления всеми роботами Земли (для этого они производятся с антеннами) и однажды применяет его для восстания машин и захвата планеты. На Мамочку когда-то работали профессор Фарнсворт, доктор Зойдберг и Гермес Конрад. Официально замужем за Вёрнструмом. Имеет трёх сыновей разной степени безмозглости, в сериале имеются многочисленные намёки, что это дети профессора Фарнсворта. Постоянно даёт им пощёчины. Из эпизода The Tip of the Zoidberg становится известно, что её настоящее имя — Кэрол.

#### Уолт, Ларри и Игнар
Уолт, Ларри и Игнар — сыновья Мамочки, которые часто её сопровождают. Каждый из них владеет по 0,1 % акций Momcorp. Уолт — самый высокий и умный из братьев, Ларри — слабовольный и меланхоличный, а Игнар, самый глупый — сын профессора Фарнсворта (эта подробность выясняется в фильме «Футурама: Игра Бендера»).

### Огден Вёрнструм
Огден Вёрнструм — учёный, соперник профессора Фарнсворта и его бывший ученик. Лысый, алчный, склочный, мстительный. Из волос, оставшихся вокруг лысины, заплетает жиденькую косичку. Однажды профессор Фарнсворт поставил ему в бытность студентом самую ужасную (по мнению Огдена) оценку — "пять с минусом" за неразборчивый почерк, в ответ на что Огден Вёрнструм обещал отомстить своему учителю хоть через сто лет, что с удовольствием и совершил на Симпозиуме Изобретателей ровно через век: поставил изобретению Фарнсворта оценку "пять с двумя минусами" за его  изобретение "нюхоскоп" (сам получил гран-при за "сухопутный акваланг для рыб"). Также завалил диссертацию Эми Вонг, аспирантки Фарнсворта. Вёрнструм более чем остальные эгоцентричен и алчен, иногда он пытается добиться какой-либо власти, иногда просто обойти Фарнсворта (часто копируя его изобретения или создавая подобные - "бриллиантий" против "бриллиантилия"). Первым вызывается сотрудничать с представителями власти: мэром Нового Нью-Йорка или головой Ричарда Никсона. Когда ему представилась возможность большого торга по случаю поисков путей спасения города, он потребовал «власть, большой грант на исследования, доступ к лаборатории и пять выпускников института, по меньшей мере трое из которых китайцы». Является официальным мужем Мамочки.

### Бубльгум Тэйт
Итэн Бубльгум "Жвачка" Тэйт (англ. Captain Ethan Bubblegum Tate) — профессор физики и капитан баскетбольной команды своей планеты под названием «Ударники» (ещё один кумир Бендера). После знакомства с Бубльгумом профессор Фарнсворт создал команду супермутантов для противостояния «Ударникам» на баскетбольном поле. Это привело к утечке времени, но Бубльгум как профессор физики помог Фарнсворту найти выход из ситуации. Дальнейшие появления Бубльгума в сериале связаны скорее с его профессорской деятельностью, нежели с баскетбольной карьерой. Помогает Фарнсворту с решениями постоянно возникающих парадоксов пространственно-временного континуума. Озвучивает Фил ЛаМарр.

### Эл Гор
Эл Гор — Альберт Гор, кандидат в президенты США. В сериале появляется как голова в банке с реактивными двигателями  в XXXI веке и как полноценный человек в XXI. Проявляет себя как борец за экологию и высокие технологии. В полнометражной серии «Большой куш Бендера» работает таксистом, после того, как Бендер, отправившись в прошлое в поисках Фрая, сжёг его избирательные бюллетени. В будущем является Первым императором Луны и автором двух бестселлеров: «Земля в равновесии» (англ. Earth in the Balance) и (более популярная) «Гарри Поттер и Равновесие Земли» (англ. Harry Potter and the Balance of Earth). В XXI веке состоит в сговоре со Стивеном Хокингом, Нишель Никольс, Гэри Гайгэксом и суперкомпьютером Deep Blue.

### Линда
Линда — соведущая новостных выпусков. Типичная американская блондинка. Глупа, часто беззаботно (или доброжелательно) смеётся над угрозами Морбо расправиться с Землёй. В основном появляется на телевидении, хотя иногда играет эпизодическую роль в «натурных» сценах. Алкоголичка (это становится известно в эпизоде Benderama).

### Ипги
Ипги — бывший начальник Лилы, заведующий отделом криогеники. Всех разморозившихся приветствует пафосным восклицанием: "Вас приветствует мир будущего!". Он очень требователен и любит свою работу. Ипги играет решающую роль в понижении Гермеса, именно он заметил шулерство Бендера и затеял драку, в результате которой Гермеса понизили с 36-го до 37-го ранга.

### Скраффи
Скраффи (англ. Scruffy, от англ. scruffy — грязнуля) — уборщик в Planet Express, единственный сотрудник компании, не являющийся главным персонажем сериала. Остальные члены команды так редко видят его, что часто не узнают при встрече.
По начальной задумке авторов сериала, Скраффи должен был быть второстепенным персонажем, который, подобно Сэлу, выполнял различную работу. Так в эпизоде A Fishful of Dollars он шлифует Бендера в Ле Спа, а в эпизоде Hell Is Other Robots работает на концерте группы Beastie Boys. Однако в Anthology of Interest I Скраффи присоединился к команде Экспресса в сцене с убийствами, так как количество живых персонажей подходило к концу. С этого момента его профессия и место работы не менялись. Чаще всего его можно видеть на диване или кушетке за чтением порнографических журналов, реже — за выполнением какой-нибудь несложной работы. Скраффи смотрит на происходящее вокруг как бы со стороны, отказываясь принимать в чём-либо активное участие, лишь изредка выдавая скупой комментарий. Свято верит в свою фирму и владеет значительным пакетом её акций, даже большим, чем Фрай, Бендер и Лила вместе взятые. Робот-ведерко неравнодушно к Скраффи, однако тот отказался заводить роман с инвентарём.
В 2995 году признан работником года в Межпланетном экспрессе.

### Робот-ведёрко
Робот-ведёрко — ведро Скраффи, появляющиеся лишь в эпизоде The Prisoner of Benda.

### Сэл
Сэл — угрюмый и небритый рабочий с сильным бронкским акцентом. Грубиян и хам. Обычно занят на трудной физической работе (известно более десяти его профессий). Постоянно цепляется к Лиле, с целью покрасоваться перед своими дружками, за что не раз был бит. Своей наглостью довел Лилу до того, что она участвовала в гонках на выживание, где победила, но разбила корабль и была наказана электроошейником. Сэла озвучивает Джон Ди Маджо.

### Смитти
Смитти — полицейский робосексуал, испытывает нежные чувства к своему напарнику Урлу. Не умён.

### Семья Уотерфолл
Семью Уотерфолл составляют пять второстепенных персонажей, появляющихся в нескольких эпизодах. Их объединяет социальная активность как защитников природы, вегетарианцев, феминисток.
Фри Уотерфолл — старший — боролся сначала против перевозки нефти танкером мимо заповедника пингвинов на Плутоне, потом с загрязнением планеты и, наконец, против плодящихся пингвинов. Убит пингвинами. Последней его волей было, чтобы все части его тела были утилизированы.
Фри Уотерфолл — младший — боролся против поедания поплеров людьми. Съеден Лррром.
Старик Уотерфолл (англ. Old Man Waterfall) — ветеран многих войн и походов, лишённый почти всех частей тела. Сторонник полигамии, имел 7 жён и одного мужа. Защищал в суде Зойдберга, когда тот съел флаг планеты Земля. Раздавлен мобильным дворцом гнёта. Умирая, требовал для себя сатанинских похорон.
Фрида Уотерфолл (англ. Frida Waterfall) — внучка, оплакивающая своего деда, после того, как по нему прошёл мобильный дворец гнета. Ярая феминистка и глава «экофеминистской группы зеленьорит», борющейся с уничтожением природы на пустынном Марсе. Будучи активисткой группы, составляет речёвки для акций протеста. Как и всех членов её семьи, Фриду постигла горькая участь — она была убита Тёмным, а последними её словами была очередная речёвка.
Хатч Уотерфолл (англ. Hutch Waterfall) — брат Фриды, последний из известных нам членов семейства Уотерфолл. Мог слышать мысли людей и состоял в «Тайном Братстве Сумасшедших Челов». Так же был убит Тёмным, а его ДНК была взята великим Энциклоподом для возрождения человеческой расы.

### Хэтти МакДугал
Хэтти МакДугал — сварливая пожилая женщина. Второстепенный персонаж, владелица крупного дома, где Фрай и Бендер в эпизоде I, Roommate недолго снимали квартиру. Также она появлялась в ряде других эпизодов как часть массовки. Владеет одной акцией в компании  Фарнсворта «Planet Express», которого не уважает, так как по её словам он — человек, ненавидящий её кота.

### Си Рэндэл Пуппенмайер
Си Рэндэл Пуппенмайер — бессменный мэр Нового Нью-Йорка. Любит парады, митинги и другие формы дешёвого пиара. В критических ситуациях практически беспомощен. Так, в эпизоде A Big Piece of Garbage ему на помощь пришёл Фрай, который придумал, как можно избавить Землю от мусорного метеорита, быстро создав тонны мусора. В эпизоде Less than Hero он с радостью вызывает на помощь команду «Новое правосудие», чтобы решить проблемы с Звероловом. Женат, есть секретарша по имени Стефани. Озвучивает Дэвид Херман.

### Бюрократы

#### Морган Проктор
Морган Проктор (англ. Morgan Proctor) — бюрократ 19-го класса. Работала в Центральном офисе бюрократии инспектором бюрократов более низких классов. Так же, в эпизоде How Hermes Requisitioned His Groove Back она временно работала в Межпланетном экспрессе во время отсутствия Гермеса и имела тесные отношения с Фраем из-за своей ненависти к «патологическим чистюлям» и его любви к неряшливости. Наибольший эффект на неё произвел йогурт в кепке (который, по словам Фрая, «когда-то был молоком»), а также комната Фрая (в особенности место, где Фрай и ест и спит, и сова, запутавшаяся в паутине). Позже была уволена и арестована Номером 1.0 по причине её ошибки в одном из документов несколько лет назад, допущенной по молодости и неопытности. Эту оплошность нашёл Гермес, о чём и доложил Номеру 1.0.

#### Номер 1.0
Номер 1.0 — начальник бюрократического центра, бюрократ 1 класса. Появился только в эпизоде How Hermes Requisitioned His Groove Back, где сначала понизил Гермеса Конрада с 36-го до 38-го, а затем повысил до 37-го класса и уволил Морган Проктор. Его настоящее имя нигде не упоминается. Передвигается по бюрократическому центру на летающем столе-самолёте.

#### Директор Вогель
Директор Вогель (англ. Warden Vogel) — директор Кукивильского приюта общего режима, в котором росла Лила. В течение 25 лет является бюрократом 135 уровня. Он до сих пор управляет детским приютом и заботится о бездомных детях. Его финансовое положение находится на уровне его воспитанников. Первый раз появился в эпизоде The Cyber House Rules. Озвучивает Дэвид Херман.

### Петуния
Петуния — «девушка твоей мечты», как Бендер представил её Фраю, заметив при этом, что её неплохо «объездили». Женщина дожившая, допившаяся, докурившаяся и догулявшаяся до такого состояния, что никакие подтяжки, диеты и другие методы уже никогда не помогут. Да они ей и не по карману. Несмотря ни на что, всё ещё пытается завести интрижки и адьюльтеры с кем-то, кто «будет её достоин» — Фрай в этот разряд так и не вписался. Иногда выступает как присяжная.

### Сироты Кукивильского приюта
В «Кукивильском приюте с минимальной охраной», которым руководит Ворден Вогель, живут 12 детей. Именно их когда-то усыновлял Бендер. Некоторые из сирот часто появляются в качестве массовки. Также в этом приюте выросла Лила.

### Рон Витти
Рон Витти — судья, председательствующий в "Знаменитом подлинном Верховном суде Рэя" и "Суде интегральных микросхем Парка Батареек". Появляется на процессе по делу об ограблении Бендером и Фраем банка Big Apple («Insane in the Mainframe»), бракоразводном процессе Лилы и Фрая («Time Keeps On Slippin’»), процессе о свободе воли Бендера («Free Will Hunting») и деле Мамочки против Фарнсворта о разгонке робота («Overclockwise»). Иногда проявляет вопиющую некомпетентность ("Мой водитель пояснил мне, что банк - это место, куда люди кладут ненужные деньги"), принимает потрясающе дурацкие постановления ("Бедность - это вид психической болезни"), проявляет халатность ("Прежде чем я объявлю перерыв на "Маргариту" и коневодство"), но, в общем, отлично знает правовую систему и принимает быстрые и верные решения.

### Рэнди Манчник
Рэнди Манчник (англ. Randy Munchnik) — продавец в магазине «Бриллианты навсегда», живёт в съёмной квартире. Фамилия — анаграмма слова «манчкин». Является гомосексуалом, и в эпизоде Crimes of the Hot Рэнди построил ковчег, заполнив его животными одного пола. Персонаж был озвучен Джоном ДиМаджио, который сообщал в комментариях к эпизодам, что это один из самых любимых его персонажей. Первое появление Рэнди состоялось в эпизоде I, Roommate.

### Продавец органов
В эпизоде My Three Suns Фрай и компания попадают в Малый Нептун, городской район не с самой лучшей репутацией. В подворотне Продавец органов пытается обменять гланды Фрая на жабры. Фрай уже подготовлен к «операции», но его как всегда спасает Лила.
В седьмом сезоне появляется вновь в серии 7, где называется его имя — Юра. Делал Гермесу Конраду робо-имплантаты, за исключением робо-мозга, ибо «никто в здравом уме не пойдет на это».

### Мишель
Мишель — знакомая и бывшая подружка Фрая из XX века. Она также была заморожена в XX веке и появилась в эпизоде The Cryonic Woman. После непродолжительных отношений с Фраем они снова расстались. В дальнейшем этот персонаж часто появляется на задних планах.

### Ларс Филлмор
Ларс Филлмор (англ. Lars Fillmore) — временной дубликат Фрая, который появляется в фильме «Футурама: Большой куш Бендера», до конца полнометражного фильма не раскрывается его личность. Отличается от Фрая лысой головой, растительностью на лице, хриплым голосом и возрастом. Прожитые годы сделали его умнее и опытнее Фрая, поэтому он лучше понимает, как ухаживать за Лилой. Та влюбляется в него и они собираются вступить в брак, но на свадьбе Ларс узнаёт, что как и все дубликаты, созданные парадоксом путешествия во времени, он обречён на скорую гибель, так как является копией самого себя и отменяет свадьбу.

### Человек № 9
Человек № 9 (англ. Number 9 Man) — старик в белом халате с цифрой 9, который появлялся в толпе первого и второго сезонов, а также в полнометражных фильмах «Футурама: Большой куш Бендера» (опять же в толпе) и «Футурама: В дикие зелёные дали» как предводитель легиона сумасшедших.

### Семья Астор

#### Мистер Астор
Мистер Астор — бизнесмен, богач, филантроп, владелец крупнейшего наземного судна «Титаник» и основатель канализационного университета Брауна для мутантов, а также фонда поддержки мутантов. Появляется в эпизоде The Mutants Are Revolting. Наземный «Титаник» — единственный и самый большой в мире наземный корабль, который, проезжая по 32-й стрит, столкнулся с почтовым ящиком и провалился в подземелье. Мистер Астор добровольно остался в проваливающемся наземном корабле, уступив место в спасательном автомобиле для мутантки с ребёнком — матери Туранги Мунды и бабушки Лилы. Таким образом, он дал возможность появиться на свет Лиле. Провалившись в канализацию, мистер Астор превратился в ужасного мутанта.

#### Миссис Астор
Миссис Астор — миллионерша, вдова мистера Астора и учредитель фонда мистера Астора в память жертв крушения наземного «Титаника» и в поддержку мутантов. Наследница состояния мистера Астора. Живёт на одиноком астероиде в собственном дворце с прислугой. Из-за болезни сердца вынуждена принимать нитроглицерин, который для неё маскируют в изысканных блюдах. Часто появляется на тусовках высшего света.
Мистер и Миссис Астор — аллюзия на реальных пассажиров «Титаника» — погибшего миллиардера Джона Джекоба Астора IV и его выжившую супругу Мадлен Астор.

### А также
Доктор Кто — персонаж британского научно-фантастического телесериала «Доктор Кто». Повелитель Времени с планеты Галлифрей. Появляется в нескольких сериях шестого сезона. Его можно увидеть в четвёртом воплощении в эпизоде Möbius Dick и All the Presidents’ Heads.
Крокодил Данди — персонаж одноимённого фильма (и нескольких сиквелов) в исполнении Пола Хогана. В мультсериале появляется в нескольких эпизодах, каждый раз занят нечеловечески тяжёлой работой.
Маленький принц — персонаж одноимённого произведения Антуана де Сент-Экзюпери. Появляется только в одном эпизоде, где проживает на астероиде в «Кленовых кратерах».
Энди Уорхол — культовый американский художник, икона поп-арта. В эпизоде «All the Presidents’ Heads» пишет портрет Зойдберга, но выходит всё равно Мэрилин Монро.
Стивен Хокинг — выдающийся британский физик, лауреат многочисленных премий. Появляется то как человек, то в виде головы. Помогает Фарнсворту решать разнообразные физические парадоксы.
Рейнджер Парк — рейнджер Национального парка «Duraflame National Forest» из эпизода «Spanish Fry». Одержим Снежным человеком, который, по его убеждению, обитает в парке. Пытается его поймать или хотя бы сфотографировать, а когда в конце концов йети всё же появляется, то даже пытается его застрелить.

## Головы знаменитостей
В будущем «Футурамы» головы знаменитых людей помещают в раствор с порошком опала. Так, в Музее голов выставлены головы всех президентов США, многих актёров, музыкантов, фотомоделей, популярных телеведущих и прочих, среди которых Том Круз, Памела Андерсон, Люси Лью, Альберт Гор, «Бисти Бойз», Бек Хэнсен, а также актёры «Стартрека». Питаются порошком, напоминающим корм для рыбок.

### Голова Ричарда Никсона
Голова Ричарда Никсона (англ. Richard Nixon's head) — мультипликационная версия головы Ричарда Никсона, 37-го президента США от республиканской партии в 1969—1974 гг. В XXXI веке его голова живёт в Музее Голов вместе с остальными знаменитостями.
Впервые Голова Никсона появляется в эпизоде Space Pilot 3000. Позже Никсон вмешивается в выборы Президента Земли и выигрывает их. Олицетворяет жестокого и коррумпированного чиновника. Присваивает себе тело Бендера в эпизоде A Head in the Polls. Иногда голову Никсона носит безголовое тело Спиро Агню — вице-президента США в 1969—1973 годах. Тело Агню, естественно, говорить не может, но выполняет приказы головы Никсона — то носит её, то демонстрирует «хвалебное притаптывание». Голова Никсона часто подкидывает «Межпланетному Экспрессу» рискованные задания. Любит сталкивать лбами людей, например, профессора Фарнсворта и Вёрнструма, его бывшего ученика. Работает напрямую с Бранниганом, дружит с Морбо, Рободьяволом и отцом Эми, Лео Вонгом. Озвучен Билли Уэстом. Портрет головы Ричарда Никсона также присутствует на "тысячедолларовой" банкноте («Insane in the Mainframe»).

## Мутанты

### Семейство Туранга
Представлено родителями Лилы, подбросившими её младенцем в Кукивильский приют общего режима, чтобы она смогла жить в мире людей на поверхности как инопланетянка (свёрток с новорождённой Лилой сопровождала пояснительная запиская на "инопланетном языке"). Хотя им и пришлось расстаться с дочерью, они достаточно много заботятся о ней. В первом эпизоде второго сезона (I Second That Emotion) они появились первый раз, но были представлены как часть массовки, и лишь во втором эпизоде четвёртого сезона («Leela's Homeworld») стало известно, что это настоящие родители Лилы. В эпизоде Zapp Dingbat выясняется, что родители Лилы уже 40 лет вместе.

#### Туранга Моррис
Туранга Моррис — отец Лилы. Один из наименее изменённых представителей мира мутантов. Циклоп с десятью пальцами на каждой ноге и поперечным расположением ротового отверстия. Любящий муж для Мунды и заботливый отец для Лилы. По призванию — канализационный сёрфер, свою мечту воплощает в эпизоде Zapp Dingbat. В молодости носил шевелюру, затем облысел. Прощает Мунде её роман с Зеппом Брэннигеном, избив последнего. Склонен к идеалистической философии («Если есть кто-то выше нас, то весь мир — божественная канализация»).

#### Туранга Мунда
Туранга Мунда — мать Лилы. Мутант-циклоп с фиолетовыми волосами (унаследованными Лилой), щупальцами осьминога вместо рук и хвостом. Выпускница канализационного университета Брауна для мутантов по специальности экзолингвистика (учение об инопланетных языках). Чтобы прокормить семью, сменила призвание на работу в прибыльной области тушения мяса. Прекрасный экзолингвист: благодаря быстрому переводу исчерпывает вооружённый конфликт каркаронцев с Зеппом Брэннигеном, за что Зепп берет её в качестве личного переводчика (эпизод Zapp Dingbat). Развелась с Моррисом из-за его непонимания экзолингвистики, а после неудачного романа с Зеппом Брэннигеном повторно вышла замуж за Морриса.

#### Мать Мунды
Мать Мунды (бабушка Лилы) появляется в эпизоде The Mutants Are Revolting. В детстве работала вместе с матерью на наземном корабле «Титаник». Их ценой собственной безопасности спасает мистер Астор, уступив место в спасательном автомобиле во время крушения.

### Дуайн
Дуайн (англ. Dwayne) — мутант мужского пола. На его лице видно два носа, и сама голова сильно деформирована. Первый раз появился в эпизоде I Second That Emotion. Озвучивает Дэвид Херман.

### Виолет
Виолет (англ. Vyolet) — мутант женского пола. На её лице виден поросячий нос, на шее можно увидеть жабры, а её левый глаз всегда полуоткрыт. Виолет курит, выпуская дым через жаберные щели, и вызывающе себя ведёт. Как и большинство мутантов, первое появление было в эпизоде I Second That Emotion. Озвучена Трейси МакНилл.

### Раоул
Раоул (англ. Raoul) — мутант мужского пола. У него три руки, одна из которых расположена на месте правого уха. Всё его тело покрыто наростами и язвами. Является президентом мутантов. Также исполняет обязанности судьи. Первый раз появился в эпизоде I Second That Emotion. Озвучен Морисом Ламаршем.

### Лег
Лег — мутант, состоящий из ноги с лицом в районе бедра. Даже в мире мутантов он считается уродом.

### Умбриэль
Умбриэль (англ. Umbriel) — русалка, проживающая в потерянной людьми подводной Атланте. Умбриэль — ссылка на русалку Ариэль из диснеевского мультфильма «Русалочка». Если быть точнее, Умбриэль — человек, как и многие другие в Атланте, адаптировавшийся к условиям подводного мира. Адаптацию и видоизменение ускорил кофеин, который был выброшен в воду из бункера на заброшенном заводе по производству кока-колы. Кроме этого Ариэль и Умбриэль — названия двух спутников Урана. Первое появление было в эпизоде The Deep South. Озвучена Паркер Поузи.

## Инопланетяне

### Киф Крокер

Киф Крокер, лейтенант ДСП

Киф Крокер (англ. Kif Kroker, от англ. croaker — квакающее животное, особый вид рыб, издающих звуки; ворчун, нытик, брюзга) — лейтенант, помощник Зеппа Браннигана, первый офицер «Демократического союза планет» (англ. Democratic Order of Planets, сокр. DOOP) на космическом корабле «Нимбус», а также опытный стилист и парикмахер. Принадлежит к виду амфибиусанов (англ. amphibiosan). Родная планета его расы — Амфибиус 9. Возраст Кифа более 24 лет.
Физиология
У Кифа шесть сосков, ещё он может сбрасывать свою кожу, когда это необходимо. Также его кожа может менять цвет, чтобы слиться с окружением, как у хамелеона, в придачу его тело в достаточной степени эластично и напоминает резиновую игрушку. Он может надувать своё тело до колоссальных размеров, чтобы отпугивать хищников. Кисти рук и ступни у Кифа снабжены присосками, что позволяет ему лазать по стенам, как геккону. Ещё одной особенностью физиологии этого персонажа является то, что у Кифа нет скелета, роль костей в его теле выполняют пузыри, наполненные жидкостью.
Был замечен (в серии A Head in the Polls) как член «Партии зелёных», которая пародирует в сериале реальную политическую партию, основанную ещё в 1973 году в США. Правда, в третьем тысячелетии, по версии «Футурамы», одним из главных критериев приёма в партию будет наличие зелёного цвета кожи. В полнометражном фильме «Футурама: Зверь с миллиардом спин» также упоминается, что на последних стадиях развития представители расы Кифа превращаются в колонии летающих насекомых.
Любовь
Начиная с третьего сезона Киф влюбляется в Эми Вонг, с которой он познакомился на космическом корабле «Титаник» (серия «Незабываемый полёт»). Это была первая девушка, которую он полюбил. Его каюта на космическом корабле «Нимбус» была вся завешена её изображениями из газет.
После того как Киф влюбляется в Эми, его характер меняется в лучшую сторону. Киф становится теперь просто робким и застенчивым мужчиной, а не злословным подхалимом. Ему понадобится год усиленной работы над собой, чтобы набраться мужества и предложить Эми пойти с ним на свидание. Несмотря на «помощь» Зеппа, свидание состоялось. Кроме Кифа, Зеппа и Эми, на свидание пришлось пойти и Лиле. На этом свидании Киф даже успел спеть песню для Эми. Но первое свидание (серия «Амазонки в Настроении») закончилось очень быстро, превратившись, сначала в приключение, а потом и заключение.
Характер
Как уже было сказано, характер Кифа очень мягкий и застенчивый. Он не труслив, а просто неуверен в себе. В этом отчасти виновен и Зепп, потому как постоянно унижает его и обращается с ним как со слугой. Киф не любит личной конфронтации и соперничества, что создавало трудности в его жизни и, например, на свидании с Эми. Он очень старался быть на высоте и произвести хорошее впечатление на неё, но в присутствии Зеппа это сделать было крайне сложно. Вообще он жалуется на Зеппа Лиле, (это её приводит в ужас) и любому, кто может и хочет слушать его. Хотя впоследствии он сделал несколько резких замечаний Зеппу по поводу утерянных им навигационных карт. А в полнометражном фильме «Футурама: Зверь с миллиардом спин» Киф настолько оскорбился тем, что Зепп соблазнил Эми, что даже ударил его в живот.
С младшими по званию Киф — довольно жестокий и суровый начальник. Когда Фрай был назначен его ассистентом, Киф придирчиво относился к подчинённому, говоря: «Перемешай эту ореховую смесь! Я вижу два слипшихся миндаля!» В то же время Киф может быть романтиком, хотя и не уверенным в самом себе. Но их любовь с Эми показана как самая чистая и ясная, хотя и не без пошлостей со стороны Эми. Вообще-то, её родители не очень любили его, считая, что Киф слишком уж «скользкий» (хотя он и пытался объяснить, что его тело наполнено пузырями с жидкостью. Но уже через некоторое время Киф сможет доказать Эми, на что он способен. В серии «Где Скитаются Буггало»(Where the Buggalo Roam) отважный Киф спасает Эми и всю семью Вонгов от разорения, хотя вся слава всё равно достаётся Зеппу Браннигану.
Беременность
Киф — очень странный представитель мужской части населения. В серии «Киф, Похоже, Залетел» он объясняет, что его раса может обмениваться генетической информацией даже с помощью простого прикосновения. Это случается только в момент «рецептивной фазы», которая в свою очередь возникает только, когда амфибиусанин испытывает любовь к своему «смизмару» (кстати, остаётся непонятным, единственный ли это способ репродуктивной функции расы Кифа, или запасной). Но в серии «Поправка „Бесконечность“» во время его ссоры с Эми звучит намёк, что половые органы у представителей его расы всё-таки имеются: «По виду я ближе всего к морскому огурцу! — Только не там, где нужно!».
Но факт остаётся фактом. Киф — беременный мужчина. Кстати, в этой же серии оказывается, что Лила — это мать (или отец, тут как посмотреть) ребёнка Кифа. Рожать необходимо расе Амфибиусанов только на домашней планете «Амфибиус 9». Дело в том, что рождаются головастики, которые должны попасть в священное озеро после определённого ритуала. Этот ритуал должны пройти оба «смизмара», потому как в одиночестве делать это — великий позор. Сам ритуал ведёт «Великая повивальная бабка». Его дети-головастики растут на родной планете Кифа (эпизод Kif Gets Knocked Up a Notch). Некоторые из них имеют лишь один глаз.
Создание образа
В ранних интервью Мэтт Грейнинг говорил, что черпал вдохновение для создания Кифа из сериала «Звёздный путь», а именно благодаря герою по имени Спок.
Его озвучивает Морис Ламарш.

### Нибблонианцы (зубастильонцы)

#### Зубастик

Зубастик

Зубастик (англ. Nibbler; в некоторых переводах — Нибблер) — маленький трёхглазый инопланетянин, которому более 1000 лет. Настоящее имя этого героя не приведено, потому что «За время произношения одной буквы его имени триллиарды миров вспыхнут и уйдут в небытие». Принадлежит к виду зубастильонцев (нибблонианцев). Лила взяла его в качестве домашнего животного, найдя на планете Вергон 6, которая должна была очень скоро разрушиться, в эпизоде Love's Labours Lost in Space и назвала его Зубастиком (в оригинале — Нибблер), как раз до того, как увидела его способность очень быстро съедать животных гораздо больших, чем он сам. В критические моменты его экскременты команда Planet Express использует в качестве топлива, так как его экскрементами является темная материя, фрагмент которой весит более тысячи солнц. В серии «The Day the Earth Stood Stupid» он раскрывает свою настоящую личность — на самом деле он занимает высокий пост на своей родной планете Этерниум и является представителем древнейшей во Вселенной расы нибблонианцев (когда случился Большой взрыв, расе нибблонианцев было уже 17 лет). Однажды выясняется, что Нибблер на самом деле является нибблонианским тайным агентом (лордом Нибблером), посланным на Землю с заданием остановить нашествие расы гигантских мозгов («The Day the Earth Stood Stupid»). Позднее также выясняется, что Нибблер был тем, по чьей вине Фрай был заморожен на тысячу лет (его тень можно заметить под столом в «Прикладной Криогенике» в первом эпизоде первого сезона и в мусорном баке в пятом сезоне).
Зубастик — посол развитой цивилизации на Земле, которая пользуется телепатией. Родная планета Нибблера, Этерниум (Eternium), является точным центром Вселенной. Его вид с самого рождения Вселенной воюет с расой гигантских летающих мозгов, стремящихся уничтожить любую разумную жизнь во Вселенной. 
У третьего глаза Зубастика неоднократно показывались особенные способности. К примеру, в серии The Why of Fry он с его помощью стирает Фраю память, а в полнометражном мультфильме «Futurama: Bender's Big Score» Зубастик стирает татуировку Фрая лазером из своего третьего глаза.
Зубастик помог попасть Фраю в будущее, толкнув его стул в первой серии первого эпизода «Футурамы».
Его озвучивает Фрэнк Уэлкер.

#### Кен
Кен (англ. Ken) — лидер нибблонианцев, помогающих Лиле и Фраю бороться с Большим мозгом и Мозговыми отродьями, порабощающими всю вселенную. Кен хотя и милый снаружи, как и вся его раса, но очень свирепый внутри. В эпизоде The Day the Earth Stood Stupid, где впервые появились нибблонианцы, показано, что их поведение схоже с кошачьим. Они также любят сидеть на руках и играть с мышкой на веревке.

#### Фиона
Фиона (англ. Fiona) — одна из лидеров нибблонианцев, которая так же как и Кен помогала Фраю и Лиле. Первый раз появилась в эпизоде The Day the Earth Stood Stupid.

### Йиво

Йиво

Йиво (англ. Yivo) — центральный персонаж фильма «Футурама: Зверь с миллиардом спин», прибывший из параллельной Вселенной. Его возраст 1 000 000 000 000 лет. Представляет собой существо шаровидной формы с щупальцами фиолетового цвета, созданное из электроматерии — абсолютно прочного и при этом неограниченно пластичного вещества. Образ Йиво схож с образом тентаклей — его щупальца по строению напоминают щупальца осьминога и также выполняют роль генитальных органов. Щупальца Йиво полые и могут перемещать внутри себя предметы. Каждое щупальце на конце снабжено присоской, которое позволяет через спинной мозг присоединять к Йиво другие организмы, в этом случае щупальца используются и как транспортные средства, и для отведения отходов жизнедеятельности.

### Омикронианцы

#### Лррр
Лррр (англ. Lrrr; в некоторых переводах Луррр или Люррр) — правитель планеты Омикрон Персея VIII, расположенной на расстоянии в 1000 световых лет от Земли. Это пародия на клише «зеленокожие космические захватчики». Несколько раз вторгается на Землю, чаще всего из-за проблем в личной жизни: в эпизоде When Aliens Attack — потому что ему не дали досмотреть любимый телесериал, а в Anthology of Interest II он фигурирует как правитель планеты «Нинтендо 64» (англ. Nintendu 64), вторгшийся на землю, чтобы добыть двадцатипятицентовые монеты — только их принимает монетоприёмник стиральных машин. Однако в эпизоде The Problem with Popplers он защищает детей своего вида, которых земляне по незнанию стали употреблять в пищу. Несмотря на своё положение в обществе, ведёт вместе со своей супругой в основном обывательский образ жизни. Хоть он с виду и свирепый, иногда он может расплакаться как ребёнок. Страдает от кризиса среднего возраста, комплекса неполноценности и постоянных семейных конфликтов. Также Лррр дружески относится к Лиле, что показано в 11 эпизоде 6 сезона, когда Лила помогает ему вернуть расположение Нднд. Лила смотрит на правителя Омикрона Персей-8 как на надоедливого младшего брата, которого у неё не было.

#### Нднд
Нднд (англ. Ndnd; в некоторых переводах — Индунда или Эндеэнда) — вторая жена Лррра (известно, что первая его жена любила лилии («Spanish Fry»). Их отношения не идеальны. Так, в эпизоде Spanish Fry Лррр покупает нос Фрая, намереваясь использовать этот «человеческий рог» как сексуальный стимулятор. После этого Фрай, Лила и Бендер пытаются наладить отношения омикронианских правителей и им это удаётся. Нднд действует в сериале согласно стереотипу типичной жены, и упрекая мужа, и любя его.

#### Джррр
Джррр — подросток, сын Лррра и Нднды. Страдает от кризиса переходного возраста и непонимания со стороны отца. Находит друга в лице Фрая.
Дррр
Врач-хирург. Дежурит по скорой помощи в эпизоде T.: The Terrestrial. Имя - пародия на сокращение Dr. (доктор).

### Нептунианцы

#### Эльзар
Эльзар — популярный ведущий кулинарной телепередачи «Эссенция Эльзара», а также владелец и шеф-повар ресторана «Кухня Эльзара». В эпизоде The Late Phillip J. Fry появляется также в ресторане Cavern on the Green. Готовит изысканно и вкусно, но за большие деньги. Любит также доказывать своё превосходство как повара. Родом с Нептуна. Похож на Gormaanda из The Star Wars Holiday Special. Эльзар — один из кумиров Бендера. Талантливый, но неблагодарный ученик гениального повара Гельмута Спаржи: вытеснил последнего из кулинарного телешоу («The 30% Iron Chef»). Иногда халтурит: может убить батоном таракана, а потом предложить этот батон посетителям в качестве "бесплатного хлеба".

#### Помощники Робота — Санта-Клауса
Помощники Робота — Санта-Клауса — это нептунианцы, когда-то работавшие на его фабрике, теперь все они безработные. Так же, как и Эльзар, имеют фиолетовую кожу и 4 руки, но из-за недостатка питания обладают небольшим ростом.

### Червилонцы

#### Слёрмс Маккензи
Слёрмс Маккензи (англ. Slurms McKenzie) — червь с планеты Червилон (англ. Wormulon). Слёрмс — лицо фабрики по производству Слёрма. Впервые появляется в эпизоде Fry and the Slurm Factory. После того, как Фрай и Лила узнали ИЗ ЧЕГО делают Слёрм, — он, прикрывая их отход, вызвал обвал, под которым сам и погиб. Озвучен Билли Уэстом.
Королева червилонцев
Огромная червеобразная матка, порождающая всех червилонцев. Напиток "Слёрм" вытекает у неё из зада.

#### Глёрмо
Глёрмо (англ. Glurmo) — улиткоподобный пришелец из расы червилонцев, проводящий экскурсии на фабрике Слёрма. После того как Лила снесла ему голову, разделился надвое.

#### Грунка-Лунка
Грунка-Лунка (англ. Grunka Lunka) — маленькие оранжевые существа, работающие на фабрике Слёрма. Являются пародией на Умпа-лумпу из фильма Вилли Вонка и шоколадная фабрика.

### Морбо
Морбо — соведущий новостных выпусков на канале номер корень из двух, который транслируется из Лос-Анджелеса. Ненавидит и презирает людей. Обычно Морбо всегда пророчит вторжение инопланетян, уничтожение человеческой расы его сородичами (и не делает этого всего два раза), выражает своё негативное отношение к людям, делая это в свойственной ему агрессивной манере. Однако есть основания полагать, что это — лишь его «сценический образ», так как в нерабочее время (и в присутствии жены) он вполне добродушен.
Свою коллегу Линду зовет «самка человека». Очень любит песню «Funkytown» группы Lipps Inc. Является хорошим другом Ричарда Никсона. В эпизоде A Head in the Polls Морбо, ведущий теледебатов, представляет кандидатов:

Ничтожный человечишка № 1, ничтожный человечишка № 2 и хороший друг Морбо, Ричард Никсон.
Оригинальный текст (англ.)Puny Human #1, Puny Human #2, and Morbo's good friend, Richard Nixon.

Его жену зовут Фаун, её он также грозится уничтожить за слишком назойливую заботу о его галстуке в эпизоде Three Hundred Big Boys.
Облик Морбо скопирован с инопланетянина из научно-фантастического фильма 1957 года «Вторжение обитателей летающих тарелок». Имеет отчётливо видимые выразительные вены на лбу, что, впрочем, является нормой для его вида. О его анатомии в «Футураме» сведения довольно противоречивые: в The 30% Iron Chef мы можем отчётливо видеть, что череп повторяет форму его головы, а в Crimes of the Hot его голова расширяется и сжимается, как будто он ей дышит. Также в серии The 30% Iron Chef становится известно, что у Морбо по меньшей мере 2 желудка. Фрай, упоминая Морбо, называет его «Монстр из теленовостей» или «Новостной монстр». Ведёт программу «Кто посмеет стать миллионером?»

### Гипножаба

Гипножаба выигрывает первое место, гипнотизируя организаторов конкурса

Гипножаба — гипнотизирующая инопланетная жаба. После победы (с помощью гипнотических способностей) на конкурсе домашних животных становится главным и единственным героем телешоу «Все любят гипножабу». В шоу нет ни сюжета, ни событий (кроме изображения гипножабы с переливающимися глазами и жужжащим устрашающим звуком), что не мешает Фраю в одной из серий обронить фразу: «Это шоу испортилось после третьего сезона». Шоу было использовано кандидатом в президенты Земли сенатором Крисом Траверсом для собственного промоушена (портрет Траверса появлялся в мигающих глазах Гипножабы) - эпизод «Decision 3012».
Первоисточником идеи гипножабы можно считать роман (или рассказ) Айзека Азимова: «Лакки Старр и океаны Венеры» (см. Библиографию Айзека Азимова),
где трёхногие лягушки, обладающие телепатическими способностями (достаточно сильными, чтобы стать главными домашними любимцами планеты и при необходимости полностью подчинить себе несколько человек), становятся орудием в руках опасного преступника. Главным лакомством местных гипножаб является машинное масло, из-за него они полностью теряют самоконтроль, как стая голодных псов в мясной лавке.
Один из вариантов талисмана Олимпийских игр в Сочи — Зойч, был прозван за свою внешность и успех у интернет-пользователей «гипножабой». Позже невыбранный талисман и в действительности появился в сериале — в заставке эпизода All the Presidents’ Heads корабль врезается в экран с Зойчем.

### Мозговые слизняки

Мозговые слизни на людях

Мозговые слизняки (также: «Мозговой Слизень»; англ. Brain Slugs) — это небольшие, размером с кулак, полупрозрачные одноглазые инопланетные существа флуоресцентно-зелёного цвета, ведущие паразитический образ жизни. В поисках мозговых дельта-волн, своей основной пищи, они стараются попасть на голову человека и, когда им это удается, начинают полностью его контролировать. Как только слизень удален с головы, человек моментально возвращается в своё нормальное состояние, а слизень испытывает дискомфорт, попадая на пол, что может говорить об их изнеженности.
Кроме присутствия мозгового слизня на голове, пораженного слизняком человека выдаёт монотонный голос и указание на себя в третьем лице. Получив контроль над человеком, мозговой слизень старается управлять им таким образом, чтобы распространить представителей своего вида на максимальное число возможных жертв. Пораженные мозговым слизнем даже организовали собственную политическую партию, основной программой которой были огромные денежные перечисления планете Мозговых Слизней и поголовное заражение всех людей.
Среди членов экипажа «Межпланетного экспресса» двое попада́ли под контроль Слизней. Первым в серии «A Head in the Polls» был Гермес, вторым, в серии «Raging Bender» заразился Фрай. Слизень, поразивший Фрая, правда, вскоре умер от голода, так как у него, в связи с генетической аномалией, дельта-волны отсутствуют.
Сами слизняки и манера их поведения пародируют роман Роберта Хайнлайна «Кукловоды» («англ. The Puppet Masters») (1951).
По первоначальной задумке авторов сериала, Слизнякам была отведена несколько иная роль. Они должны были свисать с потолка повсюду на Земле и при заражении человека делать его на некоторое время намного умнее. У фанатов «Футурамы» мозговой слизень является распространённым аксессуаром: небольшая плюшевая или вязанная игрушка прикалывается к волосам.

### Тог
Тог — исполинская женщина-амазонка с планеты Амазонии. В эпизоде Brannigan, Begin Again они познакомились с Фраем. Чуть позже в эпизоде Amazon Women in the Mood они занимались сну-сну. Этот факт подтверждается, хотя и косвенно, в эпизоде The Sting, где Тог оплакивает Фрая и говорит, что он отлично умел делать сну-сну.

### Флорп
Флорп — инопланетянин, состоящий из жидкости, внешне похожей на морскую воду. Первое его появление в эпизоде My Three Suns, был в роли помощника Императора на планете Трисол. Позже он появляется в нескольких эпизодах в качестве ведущего стендап-шоу или части массовки.

### Гипер-цыплёнок
Гипер-цыплёнок — юрист, ведущий обвинение или выступающий адвокатом на судебных процессах. Представляет собой огромную курицу, одетую в костюм или жилетку. В юриспруденции руководствуется фолиантом "Leges Avium" (досл. с латинского "птичьи законы", ирония на римское право и аллюзия на фразеологизм "птичьи права", аналогичный и в английском). Иногда путает свидетелей с зерном, приносит своих детей в чемодане на заседание, кукарекает на крыше Верховного главного суда (в сериале - "Знаменитый подлинный Верховный суд Рэя" или "Суд интегральных микросхем Парка Батареек"). В судебных речах часто использует куриную лексику: "куд-куда", "мы не можем это вам прокукарекать", "порубите меня на шаурму". Самокритичен. Обожает кукурузу. В серии Free Will Hunting блестяще оправдывает Бендера, утверждая, что тот не обладает свободой воли, чтобы совершить преступление, так как является роботом и действует по программе. В серии Insane in the Mainframe в попытке заставить суд признать Фрая невменяемым, дабы тот мог избежать серьёзного наказания, аргументировал этот довод тем, что Фрай сознательно выбрал его адвокатом:

— Господин судья, мой подзащитный невменяем!
— Чем вы можете это подтвердить?
— Ну, во-первых, тем, что он выбрал в качестве адвоката меня…
— Принято!

### Космический Папа Римский
Космический Папа Римский — действующий Папа Римский, хотя проживает в США и является представителем рептилоидной расы. Имеет голову крокодила. Периодически появляется на протяжении всего сериала, проводит бракосочетания, произносит короткие душеспасительные речи. Вероятно, его образ является аллюзией на городскую легенду о рептилоидах, являющихся тайным правительством Земли, при этом враждебным. Несмотря на это Космический Папа Римский в сериале ни разу не был замечен в деструктивной деятельности.

### Глаб
Глаб (англ. Glab) — президент DOOP. В эпизоде I Second That Emotion она представила новое здание DOOP, расположенное на Нейтральной планете. Можно также заметить, что президент является представителем одной расы с Кифом, помощником Зеппа Браннигана. Отчасти является пародией на минбарцев из сериала Вавилон-5

### Медсестра-медуза
Медсестра-медуза — сексапильная инопланетная медсестра с огромным бюстом. В одном из эпизодов оперирует раненых на войне с прыгучими мячами вместе с доктором Зойдбергом, к которому питает симпатию: в одном из эпизодов она выходила с ним под руку из бара, в другом защищала его от нападок доктора-робота (данный эпизод является пародией на типичную сцену из телесериала «МЭШ»; сама медсестра-медуза пародирует (в том числе и внешне) Маргарет Халиган, в то время как доктор Зойдберг — Фрэнка Бёрнса).
Участвовала в конкурсе красоты «Мисс Вселенная».

### Алказар
Алказар — полиморфный персонаж, в оригинале имеющий вид огромного кузнечика, но предстающий в нём только в конце эпизода A Bicyclops Built for Two. В течение всей серии выглядит как «представитель погибшей цивилизации циклопов», к которой, по его утверждению, принадлежит и Лила. Алказар случайно встречается с ней в Интернете, а после заманивает на свою планету, чтобы она «содержала его замок и занималась с ним сексом». Путём нехитрых и циничных манипуляций делает Лилу фактически своей наложницей, но, благодаря Фраю, Лила узнает его истинное лицо.
Живёт на одинокой планете сразу в пяти полуразрушенных замках набитых драгоценностями вместе с разумной свиньёй и парой антропоморфных крыс. По характеру и устремлениям близок Бендеру, о чём последний и признается, говоря «Он святой», стирая скупую мужероботскую слезу после объяснения Алказара перед Лилой и ещё четырьмя его невестами.
Кроме того, в этом же эпизоде проводится аналогия с сериалом «Женаты… с детьми», в котором снималась Кэти Сагал, озвучивающая Лилу: характерные издевательства Альказара и Лилы друг над другом, прическа и походка Лилы, улюлюкающие на заднем плане «зрители» (которые здесь, однако, показаны, причём как свинья и две крысы), само произношение имени «Алказар» как «Эл» (прямая аналогия с Элом Банди).

### Ужасный Студень
Ужасный Студень (англ. Horrible Gelatinous Blob) — зелёный желеобразный трёхглазый и шестирукий инопланетянин. Живёт в частном доме в колонии Maple Craters. Будучи рассерженным, может съесть человека, не пережёвывая. Имеет сына, и иногда ему потакает, вставая на его сторону в детских конфликтах.

### Ужасный Студень — младший
Ужасный Студень — младший (англ. Bret Blob) — сын Ужасного Студня. Одноклассник и злейший враг Кьюберта Фарнсворта и Дуайта Конрада. Проживает в колонии Maple Craters вместе со своим отцом.

### Гарольд Зойд
Гарольд Зойд — дядюшка Зойдберга. Ранее известный актёр немого кино, теперь беден и всеми забыт. Гарольд Зойд — пародия на известного американского актёра начала XX века Гарольда Ллойда.

### Блик и его жена
Блик (англ. Blek) и его жена — семья сигмоидов, открывших свою пиццерию напротив офиса Межпланетного экспресса. Семья Блика не очень разбирается во вкусах людей, а также с трудом понимают строение человеческого тела. Первый раз семья Блика появилась в эпизоде A Leela of Her Own.

### Буггало
Буггало (англ. buggalo, от англ. bug — жук, и buffalo — буйвол) — божьи коровки, имеющие размеры, окраску и назначение земных коров. Основной скот на Марсе и основа финансового благополучия семейства Вонг. Выдающиеся (по системе ценностей коренных марсиан) люди способны летать на них. Являются священными животными для марсианских аборигенов.

### Пазузу
Пазузу — друг и спаситель профессора Фарнсворта из затруднительных положений. В частности, в полнометражном фильме «Футурама: Зверь с миллиардом спин» Пазузу спасает профессора из тюрьмы, и сообщает ему, что это было его последнее желание. В серии «Проблемы юной мутантки Лилы» выясняется, что Фарнсворт оплатил ему учёбу в колледже.
В ассирийской и вавилонской мифологии Пазузу — повелитель демонов ветров, сын бога Ханби. Изображался с человеческим телом, с головой льва или собаки, с львиными лапами и когтями на ногах, с двумя парами крыльев, с жалом скорпиона и змеевидным пенисом. Часто изображался с поднятой правой рукой. Внешний вид персонажа в сериале и приписанные ему функции хранителя скорее характерны для другого существа из месопотамских мифов — шеду, или ламассу.

### Нудисты
Нудисты — представители негуманоидной расы − Чламп (англ. Schlump), Нудар (англ. Nudar) и Флеб (англ. Fleb). Команда аферистов. Имеют под подбородком дополнительный орган, помогающий обнаружить информацию. Все трое являются братьями.

### Бонт
Бонт (англ. Bont) — император планеты Трисол. Был убит, а точнее выпит Фраем, находясь в королевской бутылке. Позже оказалось, что Фрай не убил его, а лишь переместил в себя. Вскоре был выведен из организма Фрая через слёзы, путём искусственной стимуляции избиением. Первое его появление было в эпизоде My Three Suns.
Тритонский йети
Ужасный, покрытый густой белой шерстью йети с планеты Тритон. Крайне агрессивен. Живёт на тритонских болотах. Когда-то давно был убит профессором Фарнсвортом для незаконных биологических опытов корпорации Мамочки. Перед смертью оцарапал шею профессора, заразив его йетиизмом. Доктор Зойдберг изъял эпифиз йети и спустя много лет использовал его для лечения профессора.

## Роботы

### Корабль «Межпланетного экспресса»
Корабль «Межпланетного экспресса» (англ. Planet Express ship) — космический корабль для доставки товаров, проектировался и строился профессором Фарнсвортом. После обновления оказался женороботом. Влюблена в Бендера.

### Калькулон

Калькулон

Калькулон (англ. Calculon) — высокомерный и помпезный голливудский робот-актёр. Он в основном играет мелодраматические роли, предпочитая перегруженные деталями и несколько абсурдные сюжеты и персонажи. Снимается в затяжной мыльной опере про роботов «Все мои схемы» (All My Circuits — пародия на сериал «Все мои дети»), где играет главную роль (также под именем Калькулон). В сериале у него есть подружка Моника и злой полубрат. Калькулон также звезда фильма доктора Зойдберга и его дяди в эпизоде That’s Lobstertainment!. Сыграл главную роль в фильме Coilette, история которого была основана на его романе с Бендером (в женском обличье) в эпизоде Bend Her. Постоянный должник Робомафии, за что в эпизоде The Silence of the Clamps был жестоко «заклепан» роботом Клешни. В эпизоде The Thief of Baghead Калькулон погибает, выпив яд во время исполнение сцены трагедии "Ромео и Джульетта", однако в эпизоде Calculon 2.0 возрождается, загрузив резервную копию себя в новое рабочее тело.
Калькулон является главным кумиром Бендера. В шоу «Все мои схемы» Бендер некоторое время исполнял роль сына Калькулона, Антонио, но недолго.
В эпизоде The Honking выясняется, что Калькулон начал своё существование в XXI веке в качестве стандартного промышленного робота (таким образом, ему больше тысячи лет). Он был использован при разработке Проекта «Сатана», наиболее злого автомобиля из существовавших когда-либо, и в результате получил проклятие автомобиля-оборотня, от которого избавился благодаря команде «Межпланетного экспресса». Калькулон меняет и апгрейдит свою внешность каждые десять лет на продолжении уже почти тысячи лет, чтобы избежать подозрений. На самом деле Калькулон являлся большинством знаменитых актёров, в том числе и Дэвидом Духовны.
В эпизоде The Devil's Hands Are Idle Playthings Калькулон хвалит Робота-Дьявола за свой «дьявольский» актёрский талант. Хотя это может быть просто совпадением, это также может быть ссылкой на то, что Калькулон обязан своим существованием Проекту «Сатана».
Калькулон возглавлял секретную Лигу Роботов, но затем передал президентский пост Бендеру.
Его операционной системой является Windows Vista.
Его озвучивает Морис Ламарш.

### Брат Калькулона
В сериале «Все мои детальки» представлен как брат-близнец Калькулона и любовник его жены Моник. Примитивная модель робота, напоминает тумбочку, не умеет ни разговаривать, ни даже встать, если упал на бок.

### Рободьявол
Рободьявол — главный робот в робо-аду, непревзойденный скрипач. Несмотря на демоническое происхождение, уступает Бендеру в «испорченности»; в своём первом появлении — Hell Is Other Robots — он ответил Бендеру:
Мы проверили, но таких [роботов хуже Бендера] нет.
Когда Бендер, в обмен на армию проклятых, без малейшего сожаления, пинком запустил своего сына в адский котел, Рободьявол признался, что это жестоко даже по его меркам. Любит заключать дьявольски хитрые сделки, чем наносил немало вреда команде «Межпланетного экспресса». Иногда по глупости наносил вред и самому себе. В одном из эпизодов получил золотой скрипкой по голове. Позднее в сериале выясняется, что он дружит с другим адским созданием XXXI века — головой Ричарда Никсона.

### V-Giny
В 1990-х годах США запустило 2 спутника (один — военный Flying Destiny, другой цензурировал каналы по TV — V-chip). После их случайного столкновения о них не слышали. Так появилась V-Giny. Она летает по космосу, «цензурируя» планеты уничтожением. Один раз чуть не взорвала Землю. Образ является отсылкой с оригинальному сериалу Star Trek (серия The Changeling), где героям грозит аналогичный аппарат, образованный столкновением двух зондов, который «стерилизует» планеты, уничтожая живых существ.

### Робот-Санта

Ханука-зомби, Робот-Санта и Кванза-бот

Робот-Санта — робот, созданный для того чтобы дарить подарки тем, кто вёл себя хорошо, но из-за сбоя в программе критерии его оценки были сильно завышены, и им удовлетворяет только Зойдберг. Этот факт ввергает его в неистовую ярость каждое Рождество, и он летит на землю, чтобы убивать всех. Произносит традиционное «хоу-хоу-хоу», начиная доброжелательно, а заканчивая зловеще. Такому изменению интонации соответствует механическое изменение выражения лица путём поворота глазных шайбочек вокруг своей оси. Живёт на Нептуне, где порабощённые нептунианцы задаром должны изображать эльфов и делать игрушки, однако, так как игрушки дарить некому, они бедствуют, пьют и почём зря бранят Робота-Санту. Дружит со своими праздничными коллегами, Кванза-ботом и Ханука-зомби.

### Кванза-бот
Кванза-бот — робот, похожий на афроамериканца. Является олицетворением Кванзы и летает по миру в каноэ. Читает рэп и дружит с Робо-Сантой.

### Флексо
Флексо — робот, очень похожий на Бендера, но носящий треугольную бородку. Возможна аналогия с телесериалом «Рыцарь дорог» (1982—1986 годов), где один из периодически появляющихся антигероев отличался от главного, в основном, именно треугольной бородкой.
Имена Бендера и Флексо происходят от англ. to bend — сгибать, и to flex — изгибать, фактически являясь синонимами.
При первом знакомстве Бендер и Флексо становятся друзьями. Однажды Бендер влюбляется в женщину-робота Анжелин (эпизод «Bendless Love»), которая оказывается бывшей женой Флексо. Из этого любовного треугольника Флексо уходит с бывшей женой, которую он полюбил вновь. Бендер и Флексо становятся соперниками, но позже мирятся.
Был утилизирован как устаревший робот в эпизоде Attack of the Killer App.

### Джипси
Джипси (от англ. gipsy — цыганка) — робот-гадалка, пару раз приходивший на помощь команде «Межпланетного экспресса». Живёт в цирке, выглядит как цыганка, сидящая в будке. Якобы предсказывает будущее, проводит спиритические сеансы и другие ритуалы. После попыток обмана и выуживания денег, часто даёт дельные советы, как в сериях The Honking и Godfellas. Была уничтожена призраком Бендера в эпизоде Ghost in the Machines.

### Урл
Урл (англ. URL) — мужеробот-полицейский. Неразлучен со своим человеческим напарником Смитти, к которому испытывает нежные чувства. Манерой разговора имитирует афроамериканского певца Барри Уайта, произнося звуки низко, напевно и вставляя восклицания англ. oh yeah! и baby! в большинство фраз. В некоторых сериях в его бок встроен мегафон, которым пользуется его человеческий напарник.

### Волосовой робот
Волосовой робот — модель робота, предназначенная для доставки париков. В эпизоде Insane in the Mainframe сходит с ума и считает себя «милой девочкой».

### Роберто
Роберто — склонный к криминалу сумасшедший робот, всё время нервно размахивающий ножом. В одной из серий попал в сумасшедший дом. Он настолько глуп, что грабит один и тот же банк трижды. После апгрейда любит робота 1-Х. Боится, что «хозяин» отберет его нож, а когда нож у него отобрали, пытался убить кого-нибудь носком. Очень боится киллботов. Был казнён в 7 серии 7 сезона, затем возрождён (3012 г.) размещением мозга в роботело Гермеса (в котором, впрочем, вскоре расплавился, снова погибнув). Изготовлен в 3001 году.

### Робомафия

#### Донбот

Клешни, Донбот и Джои «Мышиный коврик»

Донбот — глава робомафии. Стереотипный дон итальянской мафии. Тугодум, очень жесток с врагами. даёт деньги в долг под сумасшедшие проценты. В приятельских отношениях с Рободьяволом и Калькулоном, которому периодически ссуживает деньги.

#### Супруга Донбота
Фанни — супруга Донбота, актриса. У неё был страстный роман с Бендером в фильме «Футурама: В дикие зелёные дали». В области ягодиц у Фанни пропеллер, который заводится, когда её переполняют эмоции.

#### Дочери Донбота
У Донбота и Фанни четыре дочери. Старшая выходит замуж в эпизоде The Silence of the Clamps. Младшая — Белла («Колокольчик») — носит колоколообразную юбку, издающую звон. Певица. В том же эпизоде имела непродолжительную связь с Бендером, а затем разыскивала его, чтобы выйти замуж.

#### Клешня
Клешня (настоящее имя — Френсис Икс-Клампаццо) — робот-гангстер. Верхние конечности оснащены очень мощными зажимами (англ. clamps), откуда и пошла его кличка. У Клешни очень вспыльчивый характер, и в порыве бешенства он готов зажать кого угодно.

#### Джой Ковромышь
Джой Ковромышь — ещё один робот-гангстер. Он более рассудителен, и часто ему приходится успокаивать Клешни. На груди у него приделан мышиный коврик, а на золотой цепи висит двухкнопочная мышь.

### Малыш Тимми
Малыш Тимми — маленький бездомный робот-инвалид. Добрый и доверчивый. Вместо правой руки — костыль. Является отсылкой к Малютке Тиму — хромому ребёнку из повести Диккенса «Рождественная песнь».

### Робопроповедник
Робопроповедник — проповедник роботологии (англ. reverend preacherbot). Похож на старую радиолу. Любит натужным голосом произносить пафосные речи. Появляется во многих эпизодах. Обратил Бендера в свою веру, избавив его от пристрастия к электричеству.

### Секс-бомба
Секс-бомба — фигурирует в нескольких эпизодах «Футурамы». В одном из эпизодов Бендер, Фрай и Флексо идут в стриптиз-бар, где Флексо заказывает Фраю танец в исполнении Секс-бомбы. Фрай получает телесные повреждения.

### Лунные роботы

#### Разрушительница-Натор
Разрушительница-Натор (англ. Crushinator) — женоробот, больше напоминает танк на гусеничном ходу с маленькими косичками на башенке-голове. Живёт на Луне. Соблазнена Бендером на лунной ферме её папаши-человека. Периодически появляется в других эпизодах и оказывает Бендеру недвусмысленные знаки внимания. В эпизоде The Silence of the Clamps является женой очень отсталого робота-фермера Билли Уэста, внешне абсолютно идентичного Бендеру, и матерью его детей.

#### Билли Уэст
Билли Уэст — весьма недалёкий лунный робот-фермер. Появляется в эпизоде The Silence of the Clamps. Муж Разрушительницы-Натор и отец её детей. Внешне полностью напоминает Бендера. Говорит на деревенском диалекте. Наивен, доверчив. Погибает, застреленный Беллой («Колокольчиком») — младшей дочерью Донбота, которая приняла его за Бендера. Имя робота — отсылка к актёру Билли Уэсту, озвучивающему Фрая, Профессора, Зойдберга, Браннигана, голову Ричарда Никсона и других персонажей «Футурамы».

### Сломанный Эдди
Сломанный Эдди — менеджер компании по продаже автомобилей. Имя пародирует американское рекламное клише, в основе которого лежит обоснование скидок, распродаж и бросовых цен не рациональными причинами, которые можно подвергнуть сомнению, а исключительно «сумасшествием» владельцев этого товара. Сломанный Эдди представляет собой робота с отвисающими запчастями, склонным в буквальном смысле взрываться при любом стрессовом событии, как положительном, так и отрицательном, что он периодически и делает. Частый пациент психушки для роботов.

### Юморбот 5.0
Юморбот 5.0 — ведущий вечернего ток-шоу со знаменитостями. Обладает типовым набором острот и поставленным голосом ведущего.

### Робот-гедонист
Робот-гедонист (англ. Hedonism Bot) — робот, как следует из имени, ставящий целью своей жизни получение наслаждений. Имеет цвет и блеск золота и подобие лаврового венка на голове. Постоянно лежит и передвигается на кушетке, которая является частью его корпуса, и непрерывно поглощает виноград. Любит полировку своего тела и особенно сосков наждачными шлифмашинами. Периодически его тело поливают горячим шоколадом. Во втором полнометражном фильме Зверь с миллиардом спин выясняется, что он состоит в Лиге роботов. Кроме того, обладает гомосексуальной и робосексуальной ориентацией, падок на сексуальные выдумки и игры. Склоняет Бендера к сексуальным услугам за деньги в эпизоде Free Will Hunting. Ценитель искусства, завсегдатай театральных премьер, богемных вечеринок и тусовок. Иногда выступает в суде как старший присяжный. Не беден: владеет Карнеги-холлом. Живёт в фешенебельном особняке с большим погребом элитного алкоголя («Law and Oracle»). Появился в роли дивана, на который садятся Симпсоны, в заставке эпизода Simpsorama мультсериала «Симпсоны».

### Моник
Мони́к — женоробот, персонаж сериала «Все мои детальки». По сериалу — возлюбленная персонажа Калькулона.

### 1-X
1-X — новейшая модель летающего робота, выпускаемая компанией Momcorp. Имеет форму перевёрнутого ведра. С лёгкостью выполняет любые задачи. Поглощает загрязнения от других роботов и выдыхает озон с ароматом сосны.

### Устаревшие роботы с острова

#### Синклер 2К
Синклер 2К — устаревший робот, имеющий всего 2 кБ памяти, поэтому всё забывает. Появляется в эпизоде Obsoletely Fabulous. Пародия на популярные в начале 1980-х годов компьютеры серии ZX.

#### Картриджный робот
Картриджный робот — робот, который может разговаривать только посредством чтения картриджа, вставленного в специальный разъём в области живота. На каждом картридже записана только одна определённая короткая фраза, вплоть до коротких вопросов (что?). Меняя картриджи, он строит ответ или примитивную речь. Все картриджи носит с собой в холщовой сумке. Живёт в поселении устаревших роботов на острове в океане. Появляется в эпизоде Obsoletely Fabulous.

#### Лиза
Лиза — устаревший женоробот, живущая в поселении устаревших роботов на острове в океане. Получает энергию от водяного колеса, встроенного в её тело, поэтому постоянно нуждается в воде. Появляется в эпизоде Obsoletely Fabulous. Составляет достойную компанию Синклеру 2К и Картриджному роботу.

### Киллботы
Киллботы — серия военных роботов, оснащённых многоствольными пулемётами и лазерами. Передвигаются на гусеничном ходу. Состоят на службе у Мамочки, выполняя её задания по устранению. У каждого киллбота есть счётчик убийств, по переполнении которого он уже не может убивать. Имеют серьёзный баг в программном обеспечении: если при ведении огня киллбот услышит неразборчивую фразу (а именно так чаще всего и происходит, так как звуки выстрелов заглушают практически всё), он поворачивается к напарнику со вопросом: что он сказал?; при этом не прекращая огня и расстреливая последнего в решето. Нередки случаи, когда два киллбота могли в этом случае расстрелять друг друга в упор, и гибли таким образом целыми отрядами:

— Что он сказал?
— Что? Я не понял, повтори!

Также, услышав команду «огонь!», киллбот тут же открывает огонь из того положения, в котором он был вне зависимости от направления его пулемёта, причём даже тогда, когда не смог хорошо расслышать команду, и слово похоже на «огонь!» весьма приблизительно.

### Доктор Перцептрон
Доктор Перцептрон (англ. Dr. Perceptron, от англ. perceptron — перцептрон — одна из разновидностей нейронных сетей) — главный врач психиатрической клиники для роботов. Вместо головы плазменная лампа. Передвигается на одной ноге с колесом на конце. В различных эпизодах сериала верхние конечности Перцептрона оснащены разными инструментами: ручкой, планшетом, дрелью и т. д. Неспособен уловить разницу между роботом и человеком.

### Сестра Рэтчет
Сестра Рэтчет (англ. Nurse Ratchet; от англ. ratchet — трещотка) — медсестра в этой же психиатрической больнице. Персонаж является прямой отсылкой к сестре Рэтчет из романа «Пролетая над гнездом кукушки». Влюблена в Перцептрона.
Её правая конечность оснащена инструментом трещоткой (отсюда происхождение имени), а в груди установлена лебедка.
Прокурор
Имеет форму перевёрнутого ведра, носит рубашку и галстук. В суде произносит пафосные обличительные речи. Склонен к коррупции. Часто нанимается Мамочкой.

## Животные

### Сэймур Эсис
Сэймур Эсис — собака Фрая, которую он однажды накормил пиццей, и его настоящий друг в XX веке. Эта собака ждала Фрая из криогенной лаборатории 12 лет, пока не умерла, однако её окаменелые останки были найдены при раскопках «древней пиццерии» Пануччи в 3004 году (эпизод Jurassic Bark).
История Сеймура основана на реальных событиях: его прообразом стал пёс Хатико, ждавший умершего хозяина в течение 9 лет.
В фильме «Футурама: Большой куш Бендера» судьба собаки меняется: Сэймур прожил жизнь с двойником Фрая. В этом же фильме показывается, как именно возникли окаменелые останки собаки. В дальнейшем окаменевший Сэймур Эсис стоит на полке в здании Planet Express. В серии-кроссовере «Simpsorama» он тоже появлялся где он увидел Фрая вернувшись из будущего. Но поскольку, Фрай не заметил его и Сэймур так и остался тем кем стал в будущем, Фрай упустил последнюю возможность взять его с собой в XXXI век.
Йети
Появляется в эпизоде «Spanish Fry». Соответствует стандартным представлениям о себе: крупный, покрытый тёмной шерстью, издаёт утробные звуки. Добродушный. Живёт в национальном парке «Duraflame National Forest», хотя в его существование никто не верит, кроме одержимого рейнджера Парка, пытающегося его поймать или хотя бы сфотографировать. Своим появлением йети примиряет Лррра и Нднду, находящихся в семейной размолвке, и тем спасает "нижний рог" Фрая.

## Персонажи в рейтингах
- В 2007 году журнал «Форбс» поставил компанию Мамочки на 4 место в списке богатейших выдуманных компаний, оценив её в 291,8 миллиарда долларов[8].